# Stinoptila meyi
Stinoptila meyi là một loài bướm đêm trong họ Geometridae.